# Chatanbátar Magsardžav
Chatanbátar Magsardžav (mongolsky Хатанбаатар Магсаржав, v překladu do češtiny Pevný hrdina Magsardžav; 10. června 1877 – 3. září 1927) byl mongolský šlechtic a vojenský velitel, účastník bojů o nezávislost Mongolska a v roce 1921 na několik měsíců předseda vlády Vnějšího Mongolska.

## Život
Magsardžav se narodil v roce 1878 v Sajn-nojon chánském ajmagu Vnějšího Mongolska (dnes území Bulganského ajmagu v Mongolsku).
V roce 1912 se Magsardžav účastnil obléhání a dobytí Chovdu a vyhnání mandžuských jednotek z tohoto města. Za tento čin obdržel čestný titul „Chatanbátar“ (Хатанбаатар). V letech 1913 a 1914 velel mongolským jednotkám ve Vnitřním Mongolsku, bojujícím proti čínským vpádům. Po obnovení čínské kontroly nad Vnějším Mongolskem v roce 1919 byl zajat, na svobodu se dostal až v souvislosti s vpádem Ungerna von Sternberga do Urgy. Za režimu Ungerna von Sternberga byl Magsardžav několik měsíců předsedou mongolské vlády a účastnil se bojů s Číňany.
Později v roce 1921 se Magsardžav přidal k jednotkám mongolských revolucionářů a až do roku 1922 bojoval s jednotkami Ungerna von Sternberga v severozápadním Mongolsku. V prosinci téhož roku byl jmenován ministrem pro armádu. V roce 1924 obdržel dodatečný čestný titul „Ardyn“ (Ардын, v překladu do češtiny lidový) a jeho plné jméno pak znělo Ardyn Chatanbátar Magsardžav.
Magsardžav zemřel v roce 1927 a je pohřben v Bulganu.